# (170025) 2002 VO
2002 في أو (ويعرف أيضًا باسم (170025) 2002 في أو وفق تسمية الكوكب الصغير) (بالإنجليزية: 2002 VO)‏ هو كويكب ضمن حزام الكويكبات؛ وترتيبه 170025 من حيث الاكتشاف.
اكتُشف هذا الجُرم الفلكي بواسطة جيمس ويتني يونغ في 2 نوفمبر 2002.

## وصلات خارجية
- (170025) 2002 VO في قاعدة بيانات مختبر الدفع النفاث لأجرام النظام الشمسي الصغيرة

- الاكتشاف · مخطط المدار ·  العناصر المدارية · المعلمات المادية

- (170025) 2002 VO على موقع ويكي سكاي: DSS2, SDSS, GALEX, IRAS, Hydrogen α, X-Ray, Astrophoto, Sky Map, Articles and images